# Región de Litoral-Karst
La región de Litoral-Karst (en esloveno Obalno-kraška regija, en italiano Litorale-Carso) es una de las doce regiones estadísticas en las que se subdivide Eslovenia. En diciembre de 2005, contaba con una población de 105 632 habitantes.
Se compone de los siguientes municipios:
- Divača
- Hrpelje-Kozina
- Izola
- Komen
- Koper
- Piran
- Sežana

- Datos: Q833534
- Guía turística: Litoral-Karst